# Brandungsrückstrom

Mechanismus: Wellen erreichen den Strand auf ganzer Breite. Der Großteil des Wassers wird aufgrund von vorgelagerten Untiefen (Sandbänke) nur an einer Stelle zurückgesogen. An dieser Stelle kommt es zum Brandungsrückstrom.

Brandungsrückströme, auch Rippstrom, Rippströmung oder Trecker sind lokal begrenzte Meeresströmungen, die an Küsten vorkommen. Sie sind die häufigste Ursache für Badeunfälle an Meeresküsten.

## Ursache
Grundsätzlich sind die Wellen der Brandung nicht mit einer gerichteten Strömung verbunden. Da sich vor Sandstränden häufig Sandbänke bilden oder weil andere Hindernisse wie Felsen dem Strand vorgelagert sind, kann das Wasser der Brandungswellen nicht ungehindert zur See zurückströmen. An Lücken zwischen den Barrieren kommt es deshalb zu einer gebündelten Rückströmung des Wassers. Ähnliche Phänomene treten auf, wenn parallel zum Strand verlaufende Strömungen an Buhnen oder Landzungen ins offene Meer abgelenkt werden.

## Gefahr für Schwimmer

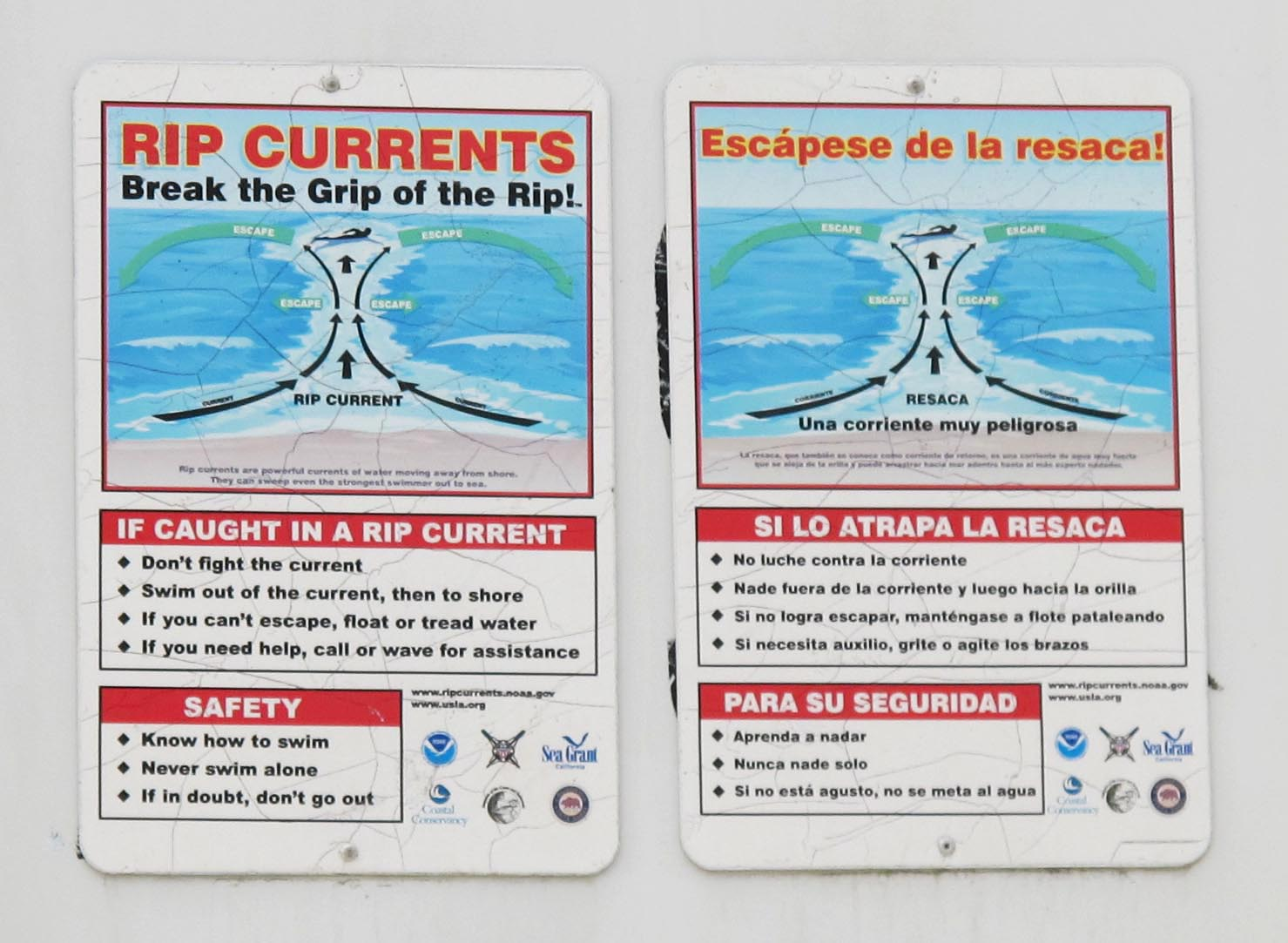
Dieses Schild in San Diego (USA) erklärt, dass Schwimmer sich zunächst hinaustreiben lassen sollen, um dann seitlich versetzt zurückzuschwimmen.

Kommt ein Schwimmer in den Bereich einer derartigen Strömung, so wird er unweigerlich aufs offene Meer hinausgetragen. Unerfahrene Schwimmer neigen daher dazu, panisch gegen die Strömung anzuschwimmen. Es besteht die Gefahr, dass sie dann aus Erschöpfung ertrinken. Die Strömungsgeschwindigkeit kann bis zu 9 km/h betragen – zum Vergleich: Der Schwimm-Weltrekord über 400 m beträgt 6,55 km/h (Rekord aufgestellt im Jahr 2009). Darum ist es sinnvoll, quer zur Strömung in ruhigeres Wasser hinauszuschwimmen oder sich zunächst auf das Meer treiben zu lassen, um dann seitlich versetzt zurückzuschwimmen.
Sporttaucher, Schnorchler, Bootsfahrer und Surfer benutzen hingegen solche Brandungsrückströme gerne, um ohne viel Kraftaufwand aufs Meer hinaus zu gelangen.

## Anzeichen von Rippströmungen
Hinweise auf Rippströme:

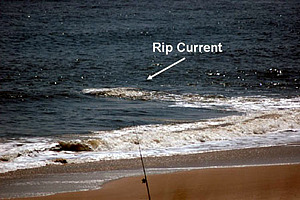
Beispiel für einen Brandungsrückstrom: Aufgeschäumtes Wasser wird ins Meer hinausgetrieben

- Das Wasser erscheint ruhiger, da der Rückstrom die Brandung dämpft.
- Färbungsänderungen des Wassers relativ zur Umgebung, zum Beispiel erscheint das Wasser wegen fehlender Schaumkronen dunkler oder wegen ins Meer hinaustreibender Gischt heller.
- zügig nach draußen driftender Seetang
- Oft bilden sich Rippströme bei einer Bucht oder einer Buhne.
- Der Rippstrom verändert den Meeresgrund, eine Rinne in Richtung Meer ist sichtbar.

## Europäische Gewässer
Die Gefährdung an Stränden der Nord- und Ostsee sowie des Mittelmeeres ist im Allgemeinen geringer, da die Wasserwellen in diesen Nebenmeeren weniger kinetische Energie besitzen und die Rückströme dadurch kleiner ausfallen als an Stränden, die direkt an den Ozeanen liegen. Dennoch gibt es an den Badestränden sowohl der Ostsee als auch der Nordsee jährlich mehrere Todesfälle, bei denen die Strömung unvorsichtige Badegäste hinaus in die See gezogen hat.